# Eleuterio Abad Martín
Eleuterio Abad Martín (1913-2004) fou un polític valencià, alcalde de la Vall d'Uixó i procurador en Corts durant el franquisme.
Fou nomenat alcalde de la Vall d'Uixó entre maig de 1957 i octubre de 1971. Se li atribueix haver impulsat l'obertura de les Coves de Sant Josep, haver augmentat el municipi amb els nous barris de Toledo, Carbonaire i la Unió, i la construcció dels Instituts d'Ensenyament Secundari Botànic Cavanilles i Honori García. Va ser procurador en Corts com a representant de l'Administració local entre 1961 i 1964. En 2011 se li va dedicar un carrer a la Vall d'Uixó, juntament amb els alcaldes franquistes del municipi Juan Aragó Moliner i José Solernou Lapuerta, cosa que provocà les protestes del Grup per la Recerca de la Memòria Històrica de la Recerca de Castelló.